# 金慶雲
金慶雲（1931年10月5日—），臺灣作家、教育家、聲樂家，出生於山東濟南。

## 生平
1931年金慶雲生於山東濟南，因其父喜好觀賞京劇而經常隨父母從濟南搭乘火車到北京聽梅蘭芳唱戲，金慶雲因此於幼齡即接觸過京劇四大名旦與四小名旦的演出。金慶雲17歲時前往上海就學。1949年第二次國共內戰爆發，金慶雲隨中華民國政府遷臺，從此未能再與父母相見。1950年，金慶雲於師範學院就讀音樂系，師從鄭秀玲、林秋錦教授主修聲樂，同時向林桥教授學习钢琴、向蕭而化與張錦鴻教授學習音樂理論，於1954年畢業後执教于臺灣省立高雄女子師範專科學校從事音樂教育工作。1967年遷居臺北，任教於臺北市立女子師範專科學校音樂科。1970年始師從蕭滋鑽研德文藝術歌曲並三次赴奧地利首都維也納進修。1977年又舉行了《當代中國歌樂作品》獨唱會，唱了徐松榮、徐頌仁、游昌發、馬水龍、林樂培、林聲翕、張炫文、金亮羽等多位當代作曲家的作品，開創了集中演出當代中文藝術歌曲的先例。其率先在維也納音樂廳舉辦全中文歌曲獨唱會，將當代作品及傳統民歌帶入音樂殿堂，為「音樂之都」維也納歷史上的第一人。1985年獲師範大學聘任為音樂系聲樂教授，並同時於東吳大學、臺北市立師範學院音樂系授課。1995年，始以舉辦專場德文藝術歌曲獨唱會向歐洲音樂史上的著名作曲家舒曼、舒伯特、布拉姆斯與馬勒等人致敬，其一系列的六場獨唱會由《故國三千里》開始交替演唱《燈火闌珊處》等中文歌曲與德文藝術歌曲。1999年發生921大地震，金慶雲延宕了原先一年一唱的計畫。2002年，金慶雲71歲時於臺北市國家戲劇院舉辦獨唱會演唱《馬勒的歌》。2021年，金慶雲出版回憶錄《曲水流雲：浮生九十年》，於出版會上被聲樂家協會理事長裘尚芬「公開預訂」在2022年11月16日偕學生蔡漢俞參加紀念聲樂家協會成立30周年的《大手牽小手》演唱會。2023年以92歲高齡復於國家演奏廳舉辦獨唱會。

## 出版著作
- 《舒曼藝術歌曲研究》（臺北：天同出版，1975年）
- 《弦外之弦》（臺北：萬象圖書，1995年）
- 《冬旅之旅》（臺北：萬象圖書，1995年）
- 《音樂雜音》（臺北：萬象圖書，2000年）
- 《崔斯坦與伊索德》（臺北：麥田出版，2003年）
- 《坐看停雲》（臺北：遠流出版，2011年）
- 《曲水流雲：浮生九十年》（臺北：聯合文學，2021年）

## 外部連結
- 金慶雲—臺灣音樂群像資料庫 （页面存档备份，存于）
- YouTube上的金慶雲頻道 （页面存档备份，存于）